# Зарудье (Теофипольский район)
Зарудье (укр. Заруддя) — село в Теофипольском районе Хмельницкой области Украины.
Население по переписи 2001 года составляло 278 человек. Почтовый индекс — 30623. Телефонный код — 3844. Занимает площадь 0,716 км².

## Местный совет
30623, Хмельницкая обл., Теофипольский р-н, с. Ледыховка, ул. Центральная